# Dayton (Kentucky)
Dayton – miasto w Stanach Zjednoczonych, w stanie Kentucky, w hrabstwie Campbell.